# Beaconsfield
Beaconsfield – miasto w Anglii, w hrabstwie Buckinghamshire, w dystrykcie (unitary authority) Buckinghamshire, leżące ok. 40 km na północny zachód od Londynu na wzgórzach Chiltern. W 2001 roku miasto liczyło 12 292 mieszkańców. W 2011 roku civil parish liczyła 12 081 mieszkańców. Wzmiankowane po raz pierwszy w 1185 jako Bekenesfeld. Rozwinęło się jako miasto targowe leżące na trasie Londyn – Oksford. W miejscowości znajduje się zabytkowy kościół pod wezwaniem św. Marii i Wszystkich Świętych, przebudowany w 1869.
Miasto znane jest z dorocznego święta, obchodzonego tu 10 maja, dzień ten był niegdyś terminem największego z tutejszych targów. Beaconsfield jest także miejscem pochówku Gilberta Keitha Chestertona, Edmunda Burke oraz poety Edmunda Wallera.
Ponadto znajduje się tu "wioska modeli" Bekonscot oraz studio filmowe i szkoła filmowa National Film and Television School, kształcąca reżyserów i techników filmowych.
Symbolem miasta jest dąb.

## Miasta partnerskie
- Langres  Francja